# Festival di Sanremo 1995

Il conduttore dell'edizione, Pippo Baudo, tra le vallette Claudia Koll (a sinistra) e Anna Falchi (a destra), durante lo spot ufficiale

Il quarantacinquesimo Festival di Sanremo si svolse al teatro Ariston di Sanremo dal 21 al 25 febbraio 1995 con la conduzione di Pippo Baudo, alla sua quarta conduzione consecutiva e per la seconda volta consecutiva nel ruolo di direttore artistico, affiancato da Anna Falchi e Claudia Koll.
Quest’edizione, vinta da Giorgia con il brano Come saprei per la categoria Campioni e dai Neri per Caso con il brano Le ragazze tra le Nuove proposte, fu la seconda - dopo quella del 1989 - sviluppata su cinque serate, consuetudine da allora sempre rispettata e tutt'oggi in vigore.
Al secondo e terzo posto si classificarono rispettivamente Gianni Morandi e Barbara Cola con il brano In amore, e Ivana Spagna con Gente come noi, anch'esse rivelatesi dei successi commerciali.
Grande successo venne ottenuto anche da Andrea Bocelli, già vincitore della categoria Nuove Proposte nell'edizione precedente, in gara con la canzone Con te partirò, che si fermò al quarto posto nella classifica finale ma ebbe una grande risonanza a livello internazionale, rendendo il cantante toscano celebre a livello mondiale. Tra i giovani spiccò Gianluca Grignani con il brano Destinazione Paradiso.
Quest'edizione vide l'unica partecipazione di Fiorello al Festival di Sanremo come cantante in gara con Finalmente tu, data, alla vigilia, come canzone favorita ma che si classificò solamente al quinto posto, facendo parlare all'epoca i giornali di una grande delusione per lo showman siciliano. Il brano era stato scritto da Mauro Repetto e Max Pezzali degli 883. Max Pezzali partecipa al Festival anche come interprete (il suo brano Senza averti qui si classificò all'ottavo posto).
Durante la prima serata, Lorella Cuccarini (in gara con il brano Un altro amore no, classificatosi al decimo posto) dovette eseguire la sua canzone per due volte perché durante la prima esibizione alcune regioni italiane erano state colpite da un black out e dunque le giurie delle zone interessate non avevano potuto ascoltare il pezzo.
Al Festival si assistette a una presunta minaccia di suicidio in diretta: un uomo, Giuseppe Pagano detto Pino, si sedette sul bordo della galleria del Teatro Ariston mostrando l'intenzione di buttarsi di sotto e venendo fermato da Pippo Baudo tra gli applausi. Anni dopo, Pagano ammise di aver inscenato il tutto per attirare l'attenzione.

## Partecipanti

### Sezione Campioni
| Interprete                           | Ultime partecipazioni al Festival                                                                     |
| ------------------------------------ | --- |
| 883                                  | Esordienti                                                                                            |
| Andrea Bocelli                       | 1994 (tra le Nuove proposte)                                                                          |
| Antonella Arancio                    | 1994 (tra le Nuove proposte)                                                                          |
| Danilo Amerio                        | 1994 (tra le Nuove proposte)                                                                          |
| Drupi                                | 1992                                                                                                  |
| Fiorello                             | Esordiente                                                                                            |
| Francesca Schiavo                    | 1994 (tra le Nuove proposte)                                                                          |
| Gianni Morandi e Barbara Cola        | 1987 (Morandi) ed esordiente (Cola)                                                                   |
| Gigliola Cinquetti                   | 1989                                                                                                  |
| Giò Di Tonno                         | 1994 (tra le Nuove proposte)                                                                          |
| Giorgia                              | 1994 (tra le Nuove proposte)                                                                          |
| Giorgio Faletti                      | 1994                                                                                                  |
| Ivana Spagna                         | Esordiente                                                                                            |
| Lighea                               | 1994 (tra le Nuove proposte)                                                                          |
| Loredana Bertè                       | 1994                                                                                                  |
| Lorella Cuccarini                    | Esordiente                                                                                            |
| Mango                                | 1990                                                                                                  |
| Massimo Ranieri                      | 1992                                                                                                  |
| Patty Pravo                          | 1987                                                                                                  |
| Sabina Guzzanti e La Riserva Indiana | Esordienti                                                                                            |
| Toto Cutugno                         | 1990                                                                                                  |
| Trio Melody                          | Esordiente (Gigi Proietti), 1993 (Peppino di Capri) e 1988 (Stefano Palatresi, tra le Nuove proposte) |
| Valeria Visconti                     | 1994 (tra le Nuove proposte)                                                                          |

### Sezione Nuove proposte

Il gruppo dei Neri per Caso, vincitori della sezione Nuove proposte con Le ragazze

| Interprete         | Ultime partecipazioni al Festival |
| ------------------ | --------------------------------- |
| Daniele Silvestri  | Esordiente                        |
| Deco               | Esordienti                        |
| Dhamm              | Esordienti                        |
| Fabrizio Consoli   | Esordiente                        |
| Fedele Boccassini  | Esordiente                        |
| Flavia Astolfi     | Esordiente                        |
| Gianluca Grignani  | Esordiente                        |
| Gigi Finizio       | Esordiente                        |
| Gloria             | Esordiente                        |
| Mara               | Esordiente                        |
| Massimo Di Cataldo | Esordiente                        |
| Neri per Caso      | Esordienti                        |
| Prefisso           | Esordienti                        |
| Raffaella Cavalli  | Esordiente                        |
| RockGalileo        | Esordienti                        |
| Rossella Marcone   | Esordiente                        |

## Classifica, canzoni e cantanti

### Sezione Campioni
| Posizione | Interprete                           | Brano                                               | Autori                                                     | Voti ricevuti |
| --------- | ------------------------------------ | --------------------------------------------------- | ---------------------------------------------------------- | ------------- |
| 1º        | Giorgia                              | Come saprei                                         | G. Todrani, E. Ramazzotti, V. Tosetto e A. Cogliati        | 20.885        |
| 2º        | Gianni Morandi e Barbara Cola        | In amore                                            | Duchesca e B. Zambrini                                     | 19.774        |
| 3º        | Ivana Spagna                         | Gente come noi                                      | I. Spagna, G. Spagna, F. Zanotti, A. Valsiglio e M. Marati | 18.768        |
| 4º        | Andrea Bocelli                       | Con te partirò                                      | L. Quarantotto e F. Sartori                                | 18.270        |
| 5º        | Fiorello                             | Finalmente tu                                       | M. Pezzali e M. Repetto                                    | 18.025        |
| 6º        | Danilo Amerio                        | Bisogno d'amore                                     | D. Amerio                                                  | 16.999        |
| 7º        | Lighea                               | Rivoglio la mia vita                                | M. Pecora, Zenonazza e T. Montelpare                       | 16.656        |
| 8º        | 883                                  | Senza averti qui                                    | M. Pezzali, P. P. Peroni e M. Guarnerio                    | 16.415        |
| 9º        | Antonella Arancio                    | Più di così                                         | F. Carraresi, F. Migliacci, L. Bechelli e M. Goldsand      | 16.382        |
| 10º       | Lorella Cuccarini                    | Un altro amore no                                   | V. Incenzo, D. Pinelli e S. Testi                          | 15.820        |
| 11º       | Mango                                | Dove vai...                                         | A. Mango, S. Grandi e G. Mango                             | 15.492        |
| 12º       | Giorgio Faletti                      | L'assurdo mestiere                                  | G. Faletti                                                 | 15.278        |
| 13º       | Trio Melody                          | Ma che ne sai... (...se non hai fatto il piano-bar) | C. Mattone                                                 | 13.873        |
| 14º       | Gigliola Cinquetti                   | Giovane vecchio cuore                               | G. Faletti                                                 | 13.319        |
| 15º       | Massimo Ranieri                      | La vestaglia                                        | M. Marrocchi e G. Artegiani                                | 13.167        |
| 16º       | Drupi                                | Voglio una donna                                    | T. Cutugno, C. Farina e A. Sanarico                        | 12.940        |
| 17º       | Toto Cutugno                         | Voglio andare a vivere in campagna                  | T. Cutugno                                                 | 10.257        |
| 18º       | Sabina Guzzanti e La Riserva Indiana | Troppo sole                                         | D. Riondino                                                | 9.295         |
| 19º       | Loredana Bertè                       | ANGELI & angeli                                     | L. Bertè e P. Leon                                         | 8.571         |
| 20º       | Patty Pravo                          | I giorni dell'armonia                               | M. Monti e G. Ullu                                         | 8.486         |
| NF        | Francesca Schiavo                    | Amore e guerra                                      | S. Cammariere e R. Kunstler                                |               |
| NF        | Valeria Visconti                     | È con te                                            | C. Marrale                                                 |               |
| NF        | Giò Di Tonno                         | Padre e padrone                                     | G. Di Tonno e A. Di Zio                                    |               |

### Sezione Nuove proposte
| Posizione | Interprete         | Brano                    | Autori                                        | Voti ricevuti |
| --------- | ------------------ | ------------------------ | --------------------------------------------- | ------------- |
| 1º        | Neri per Caso      | Le ragazze               | C. Mattone                                    | 13.202        |
| 2º        | Massimo Di Cataldo | Che sarà di me           | V. Incenzo, Laurex e M. Di Cataldo            | 9.981         |
| 3º        | Gigi Finizio       | Lo specchio dei pensieri | G. Finizio e V. Capasso                       | 9.751         |
| 4º        | Rossella Marcone   | Un posto al sole         | M. Morante                                    | 9.528         |
| 5º        | Dhamm              | Ho bisogno di te         | A. Ventura, M. Conti, D. Benedetti e M. Munzi | 9.485         |
| 6º        | Gianluca Grignani  | Destinazione Paradiso    | G. Grignani                                   | 9.434         |
| 7º        | Raffaella Cavalli  | Sentimento               | M. Marati e A. Valsiglio                      | 9.354         |
| 8º        | Fedele Boccassini  | Le foglie                | F. Boccassini                                 | 9.148         |
| 9º        | Mara               | Dentro di me             | M. Riva e D. Civaschi                         | 8.984         |
| 10º       | Daniele Silvestri  | L'uomo col megafono      | D. Silvestri                                  | 8.392         |
| NF        | Prefisso           | Chi più ne ha            | F. Ciccarelli, L. Favarin, S. Bonci e R. Neri |               |
| NF        | RockGalileo        | Le cose di ieri          | S. Lanza                                      |               |
| NF        | Gloria             | Le voci di dentro        | G. Nuti, C. Valli e P. Recalcati              |               |
| NF        | Deco               | Monica                   | M. Bruni                                      |               |
| NF        | Flavia Astolfi     | Per amore                | M. Nava                                       |               |
| NF        | Fabrizio Consoli   | Quando saprai            | F. Consoli e E. Finardi                       |               |

## Premi
- Premio della Critica sezione Campioni: Giorgia con Come saprei
- Premio della Critica sezione Nuove proposte: Gloria con Le voci di dentro
- Premio Fonopoli per il miglior arrangiamento: Rocco Petruzzi per Dove vai...

## Regolamento
Una interpretazione per brano.
- 1ª serata: 16 Campioni e 7 Nuove proposte finaliste del 1994 (4 ammesse alla finale con i Campioni)
- 2ª serata: 10 Campioni e 8 Nuove proposte
- 3ª serata: 10 Campioni e 8 Nuove proposte
- 4ª serata: 10 Nuove proposte (proclamazione vincitore)
- 5ª serata: 20 Campioni (proclamazione vincitore)

## Scenografia
La scenografia di questa edizione, curata da Gaetano Castelli come in molte altre edizioni, riprende alcuni spunti da quella dell'anno precedente per arrivare a un uso molto caratteristico dei colori, usati in combinazioni differenti in pressoché ogni tipo di inquadratura o scena.

## Orchestra
L'Orchestra della Rai venne diretta dal maestro Pippo Caruso. Durante le esibizioni dei cantanti venne diretta dai maestri:
- Stefano Borzi per Gigi Finizio
- Paolo Carta per Dhamm
- Fabio Conte per Gianni Morandi e Barbara Cola
- Fabio De Rossi per Sabina Guzzanti e La Riserva Indiana
- Pierpaolo D'Emilio per Fabrizio Consoli
- Lucio Fabbri per Gigliola Cinquetti, Massimo Ranieri, Giorgio Faletti e Loredana Bertè
- Stefano Florio per Deco
- Margherita Graczyk per Toto Cutugno
- Gianfranco Lombardi per Antonella Arancio, Francesca Schiavo, Trio Melody, Flavia Astolfi e RockGalileo
- Fulvio Maras per Patty Pravo
- Massimo Morini per Mara e Fedele Boccassini
- Mario Natale per Danilo Amerio
- Michele Pecora per Lighea
- Stefano Pulga per Valeria Visconti
- Bob Rose per Mango
- Roberto Rossi per Massimo Di Cataldo
- Bruno Santori per Rossella Marcone
- Vince Tempera per Fiorello, 883, Giò Di Tonno, Drupi, Prefisso, Gianluca Grignani e Daniele Silvestri
- Maurizio Tirelli per Raffaella Cavalli
- Celso Valli per Giorgia e Gloria
- Peppe Vessicchio per Andrea Bocelli e Lorella Cuccarini
- Fio Zanotti per Ivana Spagna

## Ospiti cantanti
Questi gli ospiti che si sono esibiti nel corso delle cinque serate di quest'edizione del Festival di Sanremo:
- La cosquillita - Juan Luis Guerra
- Angelina - Ray Charles
- Undecided - Youssou N'Dour
- Sure - Take That
- Take a Bow - Madonna
- Didi - Khaled
- Hey Now - Cyndi Lauper
- September Morn - Amii Stewart e Randy Crawford
- C'est en septembre - Gilbert Bécaud
- Child of Man - Noa
- No More "I Love You's" - Annie Lennox
- Wicked Game - Chris Isaak
- Ghost Dance - Robbie Robertson
- White Lines - Duran Duran
- The Bonny Swans - Loreena McKennitt
- This Cowboy Song - Sting

## Sigla
La sigla di quest'edizione era un motivetto pop rap composto dal maestro Pippo Caruso (storico collaboratore di Baudo) e da Sergio Bardotti e intitolato Perché Sanremo è Sanremo. Tale sigla fu sin da subito un tormentone e divenne in seguito un simbolo del Festival, oltre a essere riutilizzata in tutte le successive edizioni dirette e condotte da Baudo. In tale occasione la sigla fu interpretata da Maurizio Lauzi, figlio del celebre Bruno.

## DopoFestival
Il DopoFestival fu condotto da Serena Dandini con Luciano De Crescenzo, Fabio Fazio, Gianni Ippoliti, Maurizio Battista e Amadeus con la supervisione di Pippo Baudo.

## Organizzazione
Rai

## Ascolti
Risultati di ascolto delle varie serate, secondo rilevazioni Auditel.
| Serata             | Messa in onda      | Telespettatori | Share  |
| ------------------ | ------------------ | -------------- | ------ |
| I                  | 21 febbraio 1995   | 15.602.000     | 65,14% |
| II                 | 22 febbraio 1995   | 18.389.000     | 65,42% |
| III                | 23 febbraio 1995   | 15.825.000     | 60,47% |
| IV                 | 24 febbraio 1995   | 16.804.000     | 65,81% |
| Finale             | 25 febbraio 1995   | 17.601.000     | 75,22% |
| Media delle serate | Media delle serate | 16.845.000     | 66,41% |

## Esclusi
Fra i cantanti non ammessi a partecipare nella categoria Campioni vi sono: Fiordaliso (con Una stupida sentimentale), Ivan Graziani, Andrea Mingardi, Christian e Dora Moroni, Paolo Vallesi, Stadio, Christian De Sica, Teo Teocoli e Gene Gnocchi.

## Piazzamenti in classifica dei singoli[3]
| Artista                       | Singolo               | Italia (Massima posizione raggiunta) | Italia (Posizione annuale) |
| ----------------------------- | --------------------- | ------------------------------------ | -------------------------- |
| Giorgia                       | Come saprei           | 1                                    | 29                         |
| Fiorello                      | Finalmente tu         | 2                                    | -                          |
| 883                           | Senza averti qui      | 3                                    | 63                         |
| Ivana Spagna                  | Gente come noi        | 4                                    | 55                         |
| Neri per Caso                 | Le ragazze            | 4                                    | -                          |
| Andrea Bocelli                | Con te partirò        | 9                                    | 34                         |
| Gianluca Grignani             | Destinazione paradiso | 10                                   | -                          |
| Antonella Arancio             | Più di così           | 10                                   | -                          |
| Gianni Morandi e Barbara Cola | In amore              | 12                                   | -                          |
| Patty Pravo                   | I giorni dell'armonia | 12                                   | -                          |

- N.B.: Per visualizzare la tabella ordinata secondo la posizione in classifica, cliccare sul simbolo accanto a "Massima posizione raggiunta" o a "Posizione annuale".

## Compilation
- SuperSanremo - 45º Festival della Canzone Italiana
- Il meglio di Sanremo '95
- Il meglio di Sanremo '95 - International

## Curiosità
È considerata una delle edizioni più importanti e riuscite di sempre del Festival, per via del suo straordinario successo ottenuto sotto molti aspetti.
- Fra le canzoni in gara era presente il brano Per amore, destinato a diventare una hit mondiale, che nell’occasione fu interpretata, nella sezione Giovani, da Flavia Astolfi. Inspiegabilmente il brano non raggiunse la finale e fu pubblicato dalla cantante su CD singolo. Il brano fu successivamente reinciso da Andrea Bocelli e da Zizi Possi nonché dalla sua autrice Mariella Nava, ottenendo grande successo in svariati paesi del mondo;
- La sigla Perché Sanremo è Sanremo!, rap melodico composto dal maestro Pippo Caruso è la più famosa in assoluto nella storia della rassegna a livello nazionale (così come Superleo, dell'edizione del 1983, lo è all'estero) ed è stata utilizzata in tutte le successive edizioni condotte da Baudo, oltre ad essere divenuta la sigla per antonomasia della kermesse;
- L'edizione ha consacrato e fatto emergere artisti destinati a diventare molto famosi (alcuni di loro avevano già partecipato l'anno precedente): tra questi Giorgia, Andrea Bocelli, Gianluca Grignani, Daniele Silvestri e i Neri per Caso;
- Con il 66,42% di share, è la seconda edizione del Festival più vista di sempre dopo quella del 1987 mentre la finale, con il 75,22%, è la quarta più seguita dopo quelle del 1987 (77,50%), del 1990 (76,26%) e del 1989 (75,43%);
- Fu una delle tre edizioni del Festival ad aver vinto un Telegatto come "Trasmissione dell'anno", insieme a quella del 1991 e del 2002.
- La canzone vincitrice, Come saprei di Giorgia, ottenne enorme successo tra le giurie e gli addetti ai lavori, conquistando, per la prima volta in assoluto nella storia del Festival, quattro riconoscimenti durante una sola edizione: oltre al consueto trofeo con il leone rampante, infatti, vinse anche il Premio della Critica, il Premio Radio-TV e il Premio autori;
- Nel gruppo La Riserva Indiana, che interpretava il brano Troppo sole insieme a Sabina Guzzanti, era presente, con lo pseudonimo di Alce e Martello, il politico Nichi Vendola, all'epoca deputato per il Partito della Rifondazione Comunista, nonché futuro presidente della regione Puglia (dal 2005 al 2015) e leader dei partiti Sinistra Ecologia Libertà (2010-2016) e Sinistra Italiana (dal 2023).
- In questa edizione venne inaugurata la fortunata formula che prevedeva di affiancare al conduttore principale un'accoppiata di co-conduttrici di cui, per l'appunto, una bionda e una mora: in questo caso si trattava di Anna Falchi e Claudia Koll.
- La canzone interpretata da Andrea Bocelli, Con te partirò, è diventato il singolo italiano più venduto al mondo di sempre con oltre 12 milioni di copie (nella sua versione in inglese Time to Say Goodbye in duetto con il soprano britannico Sarah Brightman).